# 大中臣頼行
大中臣 頼行（おおなかとみ の よりゆき）は、平安時代中期の神官。伊勢神宮祭主・大中臣安則の八男。官位は神祇権大副。

## 経歴
延喜20年12月8日（921年1月18日）に伊勢神宮大宮司（第47代）に任ぜられる。この時の祭主は父・安則であり、父子が同時に伊勢神宮の要職を務めた。当時の位階は正六位上で在任期間は6年であった。承平3年（933年）には斎宮の修造のために造斎宮使として伊勢国に派遣されている。神祇大祐在任中の天慶9年（946年）6月16日、伊勢神宮、石清水八幡宮、貴布禰社の祟りの祈禳を命ぜられた。また、村上天皇の大嘗会御禊には、神祇権大副として参列している。

## 系譜
- 父：大中臣安則
- 母：不詳
- 生母不明の子女
  - 男子：大中臣興本
  - 男子：大中臣興種
  - 男子：大中臣興身
  - 男子：大中臣清通
  - 男子：大中臣清平
  - 男子：大中臣清基
  - 男子：大中臣清光（?-?）